# Моратти, Массимо
Ма́ссимо Моратти (итал. Massimo Moratti; род. 16 мая 1945, Боско-Кьезануова, Венеция) — итальянский нефтепромышленник, совладелец основанной его отцом Анджело Моратти корпорации Saras Бывший владелец и президент (1995—2004 и 2006—2013) футбольного клуба «Интернационале» (Милан).

## Семья
Массимо Моратти — четвёртый сын итальянского промышленника, владельца и президента (1955—1968) «золотой эры» «Интернационале» Анджело Моратти. Женат на Эмилии Босси, имеет пятерых детей. Жена его брата Джанмарко Моратти, Летиция Моратти, — мэр Милана. Один из его сыновей, Анджело Моратти-младший, должен был унаследовать от отца место владельца и президента «Интернационале» и начать строительство нового стадиона, который должен был быть похож на стадион мюнхенской «Баварии», «Альянц Арену», и вмещать примерно 55 тысяч человек. Но после того, как клуб был продан Эрику Тохиру, а затем — китайскому предприятию Suning Commerce Group, вопрос постройки подобного стадиона отпал. У новых владельцев «Интернационале» есть свои планы по постройке домашней арены для клуба, а сам Массимо Моратти больше не имеет акций клуба. Моратти, хоть и не является ныне владельцем и президентом клуба, но посещает матчи своей любимой команды и часто ходит на футбол с кем-то из своей семьи или родственников.

## Интернационале
За время руководства Массимо Моратти футбольным клубом «Интернационале», клуб выигрывал:
- Чемпионат Италии (5): 2005/06, 2006/07, 2007/08, 2008/09, 2009/10
- Кубок Италии (4): 2004/05, 2005/06, 2009/10, 2010/11
- Суперкубок Италии (4): 2005, 2006, 2008, 2010
- Лигу чемпионов УЕФА: 2010
- Кубок УЕФА: 1998
- Клубный чемпионат мира: 2010
- Итого:16 трофеев.

Выиграв в сезоне 2009/10 скудетто, Кубок Италии и Лигу чемпионов, «Интернационале» стал единственным футбольным клубом Италии, которому удалось взять требл («три главных турнира за один сезон»). За время своего президентства Массимо Моратти потратил на трансферы футболистов более 1,5 миллиардов евро личных средств.
В целом деятельность Моратти как президента «Интера» оценивается неоднозначно. С одной стороны, он никогда ничего не жалел для клуба. Благодаря ему в команде играли мировые звезды — Златан Ибрагимович, Роналдо, Адриано, Кристиан Виери, Фигу, Хуан Себастьян Верон. Но, с другой стороны, зачастую его действия выглядели не совсем профессионально. Покупки игроков за любые деньги выглядели весьма хаотично. С 1995 года в «Интер» было вложено от 750 до 900 миллионов евро. Иногда покупались игроки, которые совершенно не подходили команде, и, наоборот, прямым конкурентам отдавались игроки, весьма удачно раскрывавшиеся на новом месте (Пирло, Зеедорф).
Также очень часто Моратти не удавалось сработаться с тренерами. Удачи Манчини и Моуринью соседствовали с провалами — Липпи и Тарделли.

## Награды
- Офицер Ордена «За заслуги перед Итальянской Республикой»